# Henri Louis Duhamel du Monceau
Henri Louis Duhamel du Monceau, (Paris, 20 de julho de 1700 — Paris, 22 de outubro de 1782), foi um político, agrônomo e cientista francês.

## Publicações
- Traité de la fabrique des manœuvres pour les vaisseaux, ou l'Art de la corderie perfectionné, 1747 ;
- Traité de la culture des terres, 1751, suivi d' Expériences sur cette culture, 1751-1760 ;
- Traité de la conservation des grains et en particulier du froment, 1753 ;
- Traité des Arbres et arbustes qui se cultivent en France, 1755 ;
- Mémoires sur la garance et sa culture, avec la description des étuves pour la dessécher et des moulins pour la pulvériser, 1757 ;
- Élémens de l'architecture navale, 1758 ;
- École d'agriculture, 1759 ;
- Moyens de conserver la santé aux équipages des vaisseaux, avec la manière de purifier l'air des salles des hôpitaux, et une courte description de l'hôpital Saint-Louis, à Paris, 1759.
- Des Semis et plantations des arbres et de leur culture.., 1760 ;
- Éléments d'agriculture, 1762 ;
- De l'Exploitation des bois, 1764 ;
- Des Arbres fruitiers, 1768 : c'est le traité le plus complet du sécle XVIII sur cette matière
- Des Pêches maritimes et fluviatiles, 1769.
- Plusieurs de ses ouvrages ont été réimprimés avec des augmentations par Pierre-Antoine Poiteau (1766-1854), Pierre Jean François Turpin (1775-1840), Jean-Élie Bertrand (1713-1797), Étienne Michel, etc.